# Jordskælvet i Shaanxi 1556
Shaanxi-jordskælvet eller Jordskælvet i Hua amt er det blandt de registrerede jordskælv, som har krævet flest dødsofre, for der døde ca. 830.000 mennesker. Det foregik om morgenen den 23. januar 1556 i den kinesiske Shaanxiprovins. Det var i kejser Jiajings regeringstid under Ming-dynastiet. Flere end 97 amter i Shaanxi, Shanxi, Henan, Gansu, Hebei, Shandong, Hubei, Hunan, Jiangsu og Anhui blev ramt. Et område med en radius på ca. 780 km blev ødelagt og i nogle amter døde 60 % af befolkningen. Det meste af befolkningen boede på den tid i kunstige huler, som var udgravet i lösslagene, og mange af dem styrtede sammen under katastrofen.

## Jordskælvet
Jordskælvet anslås at have været styrke 8 Mw (Momentmagnitude-skalaen), vurderet ud fra geologiske data. Selve jordskælvet forårsagede det højeste antal dødsfald i historien, og selv om det var den femtemest alvorlige naturkatastrofe, har der været jordskælv med større kraft. Efterskælvene fortsatte flere gange om måneden gennem et halvt år. Epicentret lå i Hua amt tæt på Hua bjerget i Shaanxi (34,5° N, 109,7° Ø).
I de kinesiske annaler blev jordskælvet beskrevet sådan:
I vinteren 1556 var der et jordskælv i Shanxi og Shaanxi provinserne. I vores Hua amt skete der forskellige ulykker. Bjerge og floder skiftede plads og veje blev ødelagt. Nogle steder hævede jorden sig pludselig og skabte nye bakker, eller den sank sammen med ét og blev til nye dale. Andre steder sprang vandløb frem på et øjeblik, eller jorden revnede, og der kom nye slugter til syne. Hytter, embedsbygninger, templer og bymure faldt sammen lige pludselig.
Jordskælvet gjorde stor skade på mange af stelerne i Steleskoven. Af de 114 klassiske Kaicheng Steler knækkede de 40 under jordskælvet.
Videnskabsmanden Qin Keda overlevede jordskælvet og berettede i detaljer om det. Hans erfaringer fra dette jordskælv omfattede bl.a., at "allerførst på jordskælvet bør folk holde sig inden døre og ikke gå ud med det samme. Man bør bare krybe sammen og vente på heldet. Selv om en rede bryder sammen, kan nogle af æggene stadivæk godt være hele.". Denne bemærkning kan vise, at mange mennesker blev dræbt, da de forsøgte at slippe væk, mens nogle af dem, der blev inde, kan have overlevet. 
Rystelserne formindskede højden på Lille Vildgås Pagoden i Xi'an fra 45 m til 43,4 m.

## Lösshulerne
Millioner af mennesker boede på den tid i kunstigt udgravede huler i det store Lösssletten. Löss er navnet på den lerjord, som storme har aflejret på sletten gennem tiderne. Den bløde lössmasse var skabt gennem millioner af års storme, som havde ført ler ud fra Gobi ørkenen. Löss er meget udsat for erosion fra vind og vand. Lösssletten og dens støvede jord dækker det meste af Shanxi, Shaanxi og Gansu og store dele af andre provinser. Store dele af befolkningen levede i boliger, som var udgravet i dette materiale. Det blev en hovedårsag til de enorme dødstal, for rystelserne fremkaldte jordskred, der ødelagde hulerne.

## Omkostninger
| Alvorligste jordskælv              | Alvorligste jordskælv                | Alvorligste jordskælv | Alvorligste jordskælv | Alvorligste jordskælv |
| Rækkefølge                         | Jordskælv                            | Land                  | År                    | Dødsfald              |
| ---------------------------------- | ------------------------------------ | --------------------- | --------------------- | --------------------- |
| 1                                  | Shaanxi jordskælvet                  | Kina                  | 1556                  | 830.000               |
| 2                                  | Jordskælvet i Det Indiske Ocean 2004 | Indonesien            | 2004                  | 283.100               |
| 3                                  | Tangshan jordskælvet                 | Kina                  | 1976                  | 242.000               |
| 4                                  | "Aleppo"                             | Syrien                | 1138                  | 230.000               |
| 5                                  | "Gansu"                              | Kina                  | 1920                  | ca. 200.000           |
| Hovedartikel: Liste over jordskælv |                                      |                       |                       |                       |

Ødelæggelsernes pris er næsten umulig at beregne efter moderne målestok. Dødstallene har man dog traditionelt opgjort til 830.000. Den samtidige skade på bygninger og inventar må have været så stor, at det næsten ikke kan beregnes – en hel region i det centrale Kina var blevet ødelagt og ca. 60% af regionens befolkning var udslettet. Omkostningerne kan have svaret til den fuldstændige ødelæggelse, som udløses ved sprængning af et atomvåben.

## Sammenligning
Shaanxi jordskælvet i 1556 var under alle omstændigheder ikke den værste naturkatastrofe i Kinas historie. For eksempel døde der millioner af kinesere under de tre år med naturkatastrofer mellem 1959 og 1961.